# 안데르 가리타노
안데르 가리타노 우르키수(스페인어: Ander Garitano Urkizu, 1969년 2월 26일, 바스크 주 데리오 ~)는 스페인의 전 축구 선수로, 현역 시절 좌측 미드필더를 맡았으며, 현재 감독이다.
그는 현역 시절에 대부분 라 리가에서 활약했는데, 주로 아틀레틱 빌바오와 사라고사 두 개의 구단과 연계되어 활동했다.

## 선수 경력
비스카이아 도 데리오 출신인 가리타노는 지역 강호 아틀레틱 빌바오에서 프로 무대 신고식을 치렀다. 1987-88 시즌 막판에 두 번 출전한 그는 프리킥 능력에서 두각을 나타내며 1군으로 빠르게 도약했고, 9시즌에 걸쳐 라 리가에서 35골을 기록했다. 1988년 3월 12일, 19번째 생일로부터 2주 지난 후, 그는 0-5로 패한 레알 마드리드와의 원정 경기에서 선발로 출전하며 공식적으로 신고식을 치렀다.
가리타노는 1996년에 사라고사로 이적하여 2002년에 현역에서 은퇴하기 전까지 그곳에서 활약하였는데, 147번의 리그 경기에 더 출전해 15번 골망을 흔들었다. 그는 아라곤 연고 구단이 2000-01 시즌에 코파 델 레이를 정복할 당시에도 주전으로 자주 출전했고, 2부 리그 강등을 겪은 이듬해 여름에 33세의 나이로 축구화를 벗었다. 그 당시 그는 500번 이상의 경기에 출전했다. 그 외에, 1986년부터 1988년까지, 그는 세군다 디비시온에 속한 빌바오 아틀레틱 소속으로 61경기를 출전하기도 하였다.

## 감독 경력
이후, 가리타노는 감독일을 시작했는데, 우선 사라고사의 유소년부를 지도하였다. 2008년 1월 중순, 그는 빅토르 페르난데스 감독의 경질로 공석이 된 사라고사의 1군 감독이 되었고, 라싱 산탄데르와의 코파 델 레이 16강 2차전에서 처음 지휘를 했는데 2-4로 패하였다.(합계 3-5로 탈락하였다) 가리타노는 3-1로 이긴 무르시아와의 안방 경기에서 처음이자 마지막으로 리그 경기를 지휘했는데, 의욕이 떨어졌다고 발언하면서 감독직을 그만두었다. 사라고사는 이후 시즌이 끝날 때까지 두 명의 감독을 더 선임했는데, 결국 강등을 막아내지 못하였다.
가리타노는 2008-09 시즌에 유소년부 감독으로서 사라고사로 복귀했다. 그러나, 2009년 말, 그는 호세 아우렐리오 가이 감독이 1군으로 승진하면서 2군 감독으로 이직했다.

## 사생활
가리타노는 앙헬 가리타노("온다루"라는 별칭으로 알려짐)의 동생으로, 앙헬은 마네의 수석 코치로 알라베스와 아틀레틱 빌바오 등에서 감독을 보좌했고, 또다른 축구 선수(그도 미드필더로 활약했다)인 가이스카 가리타노의 숙부로, 가이스카는 아틀레틱 유소년부를 그리 성공적이지 못하게 졸업하고 다른 지역 구단인 에이바르, 레알 소시에다드, 그리고 알라베스에서 활동하였다. 그들은 아틀레틱 빌바오의 선수이자 감독으로 활약한 후안 우르키수의 먼 친척이기도 하다. 그러나 또다른 바스크인 선수이자 감독인 아시에르 가리타노와는 아무런 관련이 없다.

## 클럽 통계
| 구단            | 시즌      | 리그 | 리그 | 컵   | 컵 | 유럽 | 유럽 | 기타 | 기타 | 합계 | 합계 |
| 구단            | 시즌      | 출장 | 골   | 출장 | 골 | 출장 | 골   | 출장 | 골   | 출장 | 골   |
| --------------- | --------- | ---- | ---- | ---- | -- | ---- | ---- | ---- | ---- | ---- | ---- |
| 빌바오 아틀레틱 | 1985-86   | 4    | 0    | ?    | ?  | -    | -    | -    | -    | 4    | 0    |
| 빌바오 아틀레틱 | 1986-87   | 34   | 4    | ?    | ?  | -    | -    | -    | -    | 34   | 4    |
| 빌바오 아틀레틱 | 1987-88   | 27   | 9    | ?    | ?  | -    | -    | -    | -    | 27   | 9    |
| 빌바오 아틀레틱 | 1988-89   | 2    | 2    | -    | -  | -    | -    | -    | -    | 2    | 2    |
| 빌바오 아틀레틱 | 합계      | 67   | 15   | 0    | 0  | -    | -    | -    | -    | 67   | 15   |
| 아틀레틱 빌바오 | 1987-88   | 2    | 0    | 0    | 0  | -    | -    | -    | -    | 2    | 0    |
| 아틀레틱 빌바오 | 1988-89   | 23   | 4    | 4    | 0  | 2    | 0    | -    | -    | 29   | 4    |
| 아틀레틱 빌바오 | 1989-90   | 36   | 5    | 4    | 2  | -    | -    | -    | -    | 40   | 7    |
| 아틀레틱 빌바오 | 1990-91   | 30   | 4    | 5    | 2  | -    | -    | -    | -    | 35   | 6    |
| 아틀레틱 빌바오 | 1991-92   | 29   | 7    | 7    | 3  | -    | -    | -    | -    | 36   | 10   |
| 아틀레틱 빌바오 | 1992-93   | 27   | 3    | 2    | 0  | -    | -    | -    | -    | 29   | 3    |
| 아틀레틱 빌바오 | 1993-94   | 26   | 6    | 3    | 0  | -    | -    | -    | -    | 29   | 6    |
| 아틀레틱 빌바오 | 1994-95   | 35   | 4    | 3    | 0  | 6    | 0    | -    | -    | 44   | 4    |
| 아틀레틱 빌바오 | 1995-96   | 26   | 2    | 5    | 0  | -    | -    | -    | -    | 31   | 2    |
| 아틀레틱 빌바오 | 합계      | 234  | 35   | 33   | 7  | 8    | 0    | -    | -    | 275  | 42   |
| 사라고사        | 1996-97   | 37   | 3    | 3    | 0  | -    | -    | -    | -    | 40   | 3    |
| 사라고사        | 1997-98   | 18   | 7    | 5    | 3  | -    | -    | -    | -    | 23   | 10   |
| 사라고사        | 1998-99   | 19   | 1    | 1    | 0  | -    | -    | -    | -    | 20   | 1    |
| 사라고사        | 1999-00   | 30   | 4    | 5    | 1  | -    | -    | -    | -    | 35   | 5    |
| 사라고사        | 2000-01   | 19   | 0    | 7    | 0  | 2    | 0    | -    | -    | 28   | 0    |
| 사라고사        | 2001-02   | 24   | 0    | 1    | 0  | 3    | 0    | 0    | 0    | 28   | 0    |
| 사라고사        | 합계      | 147  | 15   | 22   | 4  | 5    | 0    | 0    | 0    | 174  | 19   |
| 경력 합계       | 경력 합계 | 448  | 65   | 55   | 11 | 13   | 0    | 0    | 0    | 516  | 76   |

## 수상
사라고사
- 코파 델 레이: 2000-01[2]